# رويسة مقنزعة
الرويسة المقنزعة[بحاجة لمصدر] (باللاتينية: Garhadiolus papposus) نوع نباتي ينتمي إلى جنس الرويسة من الفصيلة النجمية.

## الموئل والانتشار
موطنها بلاد الشام وتركيا وأرمينيا وأذربيجان وروسيا.